# Peter Tazelaar

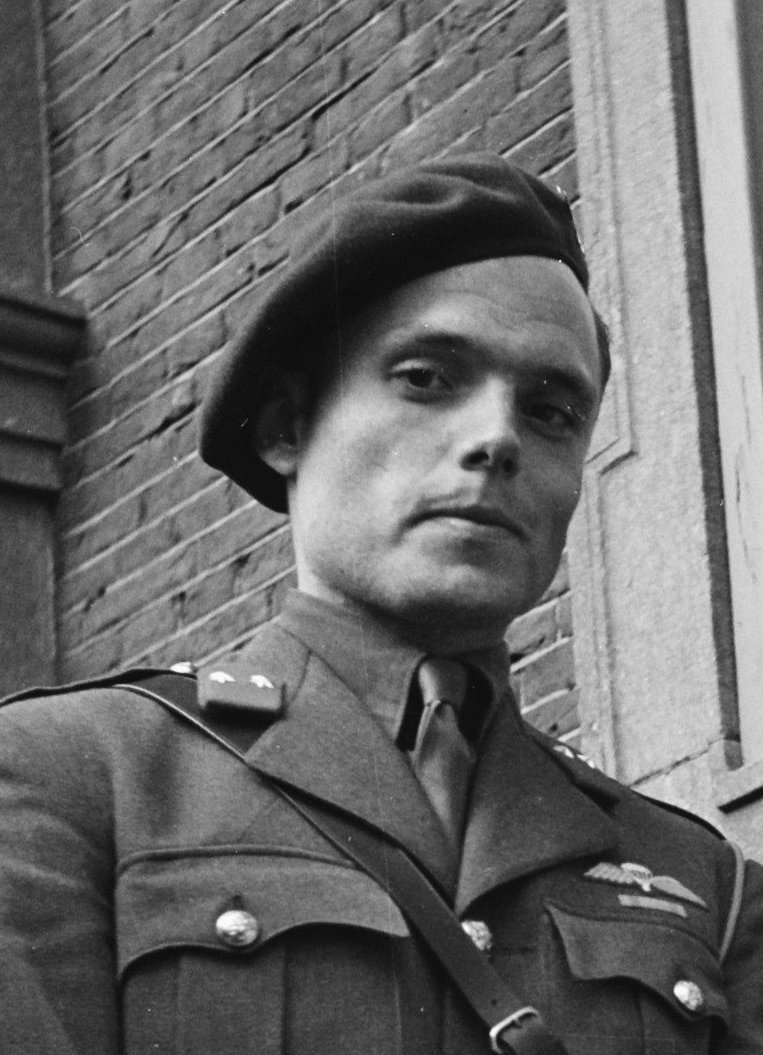
Peter Tazelaar (1945)

Peter Tazelaar, gelegentlich auch Pieter geschrieben (* 5. Mai 1920 in Fort de Kock, Niederländisch-Indien; † 6. Juni 1993 in Hindeloopen), war ein niederländischer Widerstandskämpfer und Spion zur Zeit des Zweiten Weltkriegs. Obwohl viele seiner Missionen scheiterten gilt er als eines der Vorbilder für Ian Flemings fiktiven Geheimagenten James Bond.

## Biografie

### Ausbildung und Fahrt nach England
Peter Tazelaar wurde im Jahr 1920 in der damaligen Kolonie Niederländisch-Indien als Sohn eines Beamten geboren und kam 1938 in die europäischen Niederlande, wo er sich zunächst am Koninklijk Instituut voor de Marine (KIM) in Den Helder als Offiziersanwärter einschrieb. Er beendete die Ausbildung jedoch vorzeitig, da er die theoretischen Kurse nicht bewältigen konnte. Im Folgejahr zog er zu Verwandten nach Groningen, wo er Kurse an der dortigen Seefahrtschule belegte, zu Beginn des Einmarschs der deutschen Wehrmacht in die Niederlande im Mai 1940 diente er in der Handelsmarine. Tazelaar versuchte zunächst, das Land über eine Fluchtroute entlang der Küste in Richtung England zu verlassen, wurde jedoch durch die schweren Luftangriffe auf Rotterdam aufgehalten. Bereits Ende des Monats war er zurück in Groningen, wo er bald darauf in Kontakt mit dem Medizinstudenten Johan Birnie kam, der wie er am mittlerweile geschlossenen KIM studiert hatte. Birnie war zu dieser Zeit Groninger Kontaktperson für die Widerstandsgruppe Ordedienst, der sich Tazelaar daraufhin anschloss. Da den Mitgliedern des Ordedienst klar war, dass sie für den Kampf gegen die Besatzer Hilfe von außen benötigen würden, erhielt Tazelaar den Auftrag, als einer der sogenannten „Engelandvaarder“ (zu deutsch: „Englandfahrer“ oder „Englandsegler“) erneut zu versuchen, Großbritannien zu erreichen und dort Kontakt zum britischen Geheimdienst aufzunehmen. Hierzu beschaffte er sich einen Platz auf dem Schweizer Frachter SS St. Cergue, der im Juli 1941 im Auftrag der Deutschen unter panamaischer Flagge, in Richtung New York auslief. Während der Überfahrt wurde das Schiff durch den britischen Kreuzer Devonshire gestoppt und zu einem Halt in Tórshavn auf den Färöer-Inseln gezwungen. Von hier aus gelangte Tazelaar schließlich gemeinsam mit zwei weiteren an Bord befindlichen niederländischen Widerstandskämpfern – Erik Hazelhoff Roelfzema und Bram van der Stok – nach London.

### Contact Holland
Nach einem Aufenthalt in der sogenannten Patriotic School, wo festgestellt werden sollte, ob es sich bei den Neuankömmlingen um deutsche Spione handelte, wurden Tazelaar und Hazelhoff Roelfzema Mitglieder der aus geflüchteten Niederländern bestehenden Widerstandsgruppe The Mews. Sie mussten feststellen, dass weder die britischen Geheimdienste noch die niederländische Exilregierung eine genaue Vorstellung von der Situation in ihrem besetzten Heimatland hatten. Um diesen Umstand zu ändern, planten sie gemeinsam mit Hazelhoff Roelfzemas Schulfreund Christoffel Krediet die Kontaktaufnahme mit dem niederländischen Widerstand im Rahmen der sogenannten Operation Contact Holland. Diese Operation sah unter anderem die Extraktion wichtiger Widerstandsmitglieder und die Versorgung des Widerstands mit Funkausrüstung vor. Hierzu setzten Tazelaar und seine Kameraden, nach einigen fehlgeschlagenen Versuchen, in der Nacht vom 22. auf den 23. November 1941 in einem kleinen Boot über den Ärmelkanal nach Scheveningen über. Erstes Zeil nach dem erfolgreichen Anlanden war das Einschleusen Tazelaars, getarnt als betrunkener Gast einer Party, in das Palace Hotel, das von den Deutschen als Hauptquartier genutzt wurde. Obwohl die Infiltration zunächst erfolgreich war, scheiterte die im Anschluss geplante Kontaktaufnahme mit England an defektem Radioequipment. Auch der zweite Teil der Operation – die Rettung der Widerstandsmitglieder – scheiterte, da sich die Bedingungen auf See inzwischen zu sehr verschlechtert hatten. Trotz ihres mangelnden Erfolges soll diese Aktion Jahre später als Vorbild für die Eröffnungsszene des James-Bond-Films Goldfinger gedient haben, in der der Titelheld eine sehr ähnliche aber ungleich erfolgreichere Operation durchführt.
Da die Deutschen den Agenten mittlerweile auf die Spur gekommen waren und diese verfolgten, blieb Tazelaar nichts anderes übrig, als zunächst zurückzubleiben. Er konnte die Niederlande schließlich im Januar 1942 verlassen und erreichte England erst wieder im April, nach einer Reise quer durch Europa. Trotz des überschaubaren Erfolgs der Mission erhielt Tazelaar – nachdem er zu seinem Missfallen im Gegensatz zu Hazelhoff Roelfzema nicht sofort ausgezeichnet worden war – im September 1944 für seine Rolle bei Contact Holland den Militär-Wilhelms-Orden verliehen.

### Restliche Kriegsjahre
Nach seiner Rückkehr nach London wandte Tazelaar sich zunächst desillusioniert von der Agententätigkeit ab und arbeitete als Feuerwehrmann bei der London Fire Brigade im Stadtteil Soho. Im September 1944 ließ er sich jedoch durch den niederländischen Geheimdienst Bureau Bijzondere Opdrachten für eine neue Mission im Norden seines Heimatlandes rekrutieren: Gemeinsam mit dem Funker und ehemaligen Jedburgh-Teammitglied Lykele Faber sprang er mit dem Fallschirm in der Nähe von Heerenveen ab. Ihr Auftrag war auf sechs Monate ausgelegt und bestand in der Aufrechterhaltung des Funkkontakts mit England sowie der Einrichtung sicherer Abwurfstellen für Nachschublieferungen an friesische Widerstandsgruppen. Im März 1945 wurden die beiden von den Deutschen aufgespürt, konnten jedoch entkommen und sich die restlichen Wochen bis zum Ende des Krieges versteckt halten. Für seine Rolle bei der Befreiung der nördlichen Niederlande erhielt Tazelaar den Bronzenen Löwen verliehen.

### Nach Kriegsende

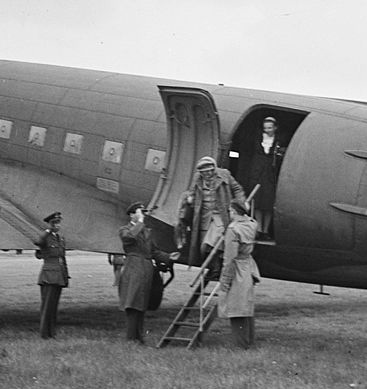
Peter Tazelaar (rechts im hellen Mantel) bei der Rückkehr Königin Wilhelminas in die Niederlande

Im Anschluss an die Befreiung der Niederlande war Tazelaar gemeinsam mit Hazelhoff Roelfzema einige Monate als Adjutant der niederländischen Königin Wilhelmina tätig. In dieser Funktion war er unter anderem bei der Rückkehr der Monarchin auf niederländischen Boden anwesend. Des Weiteren war er es, der Wilhelmina die Nachricht von der Kapitulation des Deutschen Reichs überbrachte. Im August 1945 verließ er die Dienste des Königshauses und ging nach Ceylon, um von dort aus gegen die japanischen Besatzer in Niederländisch-Indien zu kämpfen. Nach dem Beginn des Kalten Krieges wurde Tazelaar vom amerikanischen Auslandsgeheimdienst CIA rekrutiert, für den er mehrere Operationen gegen die Sowjetunion in Osteuropa durchführte. Er verstarb schließlich im Juni 1993 im Alter von 73 Jahren an Speiseröhrenkrebs, er hinterließ einen Sohn.

## Der Soldat von Oranien
Der Spielfilm Der Soldat von Oranien von Regisseur Paul Verhoeven aus dem Jahr 1977, eine Verfilmung von Hazelhoff Roelfzemas Bestsellerroman Soldaat van Oranje, zeigt eine detaillierte aber historisch unpräzise Version der Operation Contact Holland. Der maßgeblich beteiligte Peter Tazelaar erscheint nicht im Film, stattdessen werden er und mehrere andere Widerstandskämpfer durch den fiktionalen „Guus LeJeune“ repräsentiert, der von dem Schauspieler Jeroen Krabbé gespielt wird.